# María Temryúkovna
María Temriúkovna (en ruso, Мари́я Темрюко́вна, c. 1544–1 de septiembre de 1569) fue la segunda esposa de Iván IV de Rusia.

## Biografía
Nacida con el nombre original Kuchenéi, recibió el nombre de María tras el bautismo. De origen cabardino e hija del príncipe musulmán de Kabardia Temriuk, contrajo matrimonio con Iván IV el 21 de agosto de 1561, a la muerte de su primera esposa Anastasia Románovna Zajárina. Tuvieron un hijo, Basilio, el 21 de marzo de 1563, aunque éste falleció pronto, el 3 de mayo de ese mismo año. Considerada analfabeta y vengativa, pronto fue aborrecida por su marido. Fue odiada por el pueblo, que la consideraba manipuladora y pagana. Falleció en 1569.